# Вологодский подшипниковый завод
Вологодский подшипниковый завод (ГПЗ-23) — одно из крупнейших предприятий российской подшипниковой промышленности, лидер по производству подшипников всех конструктивных групп.

## Продукция
Выпускает более 3000 типов подшипников с внутренним диаметром от 8 до 1320 мм и внешним — от 22 до 1950 мм. ЗАО «ВПЗ» имеет зарегистрированные патентные разработки. Также заводу принадлежит зарегистрированная торговая марка запчастей «VBF».

## История
4 февраля 1967 года Совет Министров СССР принял Постановление №102 о строительстве в Вологде 23-го Государственного подшипникового завода для обеспечения комплектующими изделиями Волжского автомобильного завода. 26 января 1971 года – официальная дата выпуска первого вологодского подшипника.
Начиная с февраля 1971 года Вологодский ГПЗ стал регулярно отправлять продукцию автозаводу в город Тольятти. В сентябре 1971 года выпустил первый миллион подшипников.
В 1975 году 13 типам подшипников ГПЗ-23 был присвоен государственный Знак качества.
12 марта 1981 года Государственный подшипниковый завод №23 получил свою первую награду – орден Трудового Красного знамени.
В 1994 году преобразовано в АО "Вологодский подшипниковый завод".
В 1995 году была внедрена международная система менеджмента качества, благодаря чему продукцию завода смогли поставлять на зарубежный рынок. На 2024 год предприятие сотрудничает более чем с 20 странами.

### Санкции
12 декабря 2023 года, из-за российского вторжения на Украину, предприятие включено в блокирующий санкционный список США против компаний поставляющих продукцию для российской военно-промышленной базы.